# Scotargus tenerifensis
Scotargus tenerifensis är en spindelart som beskrevs av Jörg Wunderlich 1992. Scotargus tenerifensis ingår i släktet Scotargus och familjen täckvävarspindlar.
Artens utbredningsområde är Kanarieöarna. Inga underarter finns listade i Catalogue of Life.